# ニコラ・トリゴー

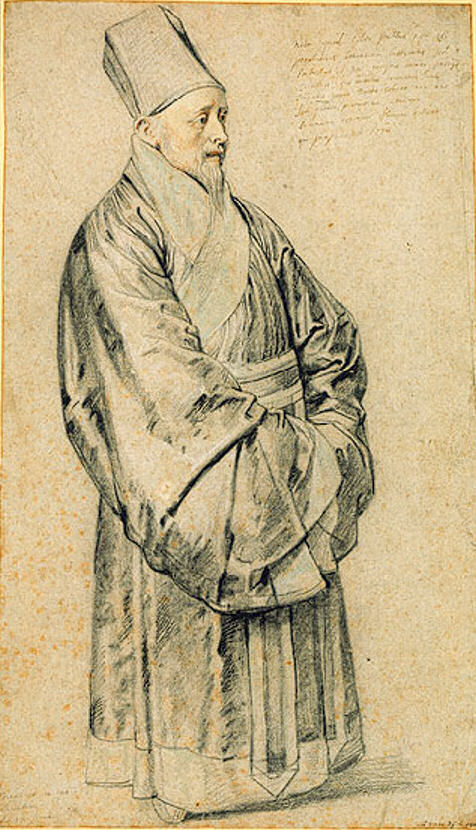
ニコラ・トリゴーの肖像画（ピーテル・パウル・ルーベンス画）

ニコラ・トリゴー（Nicolas Trigault、1577年3月3日－1628年11月14日。中国名：金尼閣（きんにかく））は北フランス（当時はスペイン領ネーデルラント）のドゥエー出身のイエズス会士。神父。中国（明）の南京、杭州、北京等で宣教師として活動し、当時の中国語（南京官話）をローマ字で記録したことで、後の音韻学に多大な貢献をした。

## 略歴
トリゴーは、フランドル地方のドゥエーに生まれ、1594年11月9日にトゥルネーのイエズス会に入会した。1607年にリスボンを出発し、ゴアにしばらく滞在した後、1610年にマカオに到着した。トリゴーは南京、杭州、北京等で伝道に従事した。
マテオ・リッチの後継者であるニコロ・ロンゴバルディは、1613年にトリゴーをイエズス会の代表としてヨーロッパに派遣した。トリゴーは教皇パウルス5世に面会し、キリスト教の典礼を中国語で行うことや、司祭がミサの最中に中国式の帽子を着用することなどの許可を得た。また、それまで日本と中国の管区は同じであったが、独立した中国準管区を作ることを認められた。トリゴーはヨーロッパ各地をまわって、財政的支援や中国へ送る物資の寄付、新しい中国派遣宣教師を求めた。また、マテオ・リッチによる記録を『中国キリスト教布教史』の題でラテン語に翻訳して1615年に出版した。中国での布教状況はそれまでディエゴ・デ・パントーハの書物で知られていたが、リッチ本人の書物が出版されたことは大きな反響を呼び、すぐさまフランス語・ドイツ語・スペイン語・イタリア語に翻訳された。
トリゴーは、ヨハン・シュレック、アダム・シャール、ジャコモ・ローら22人の宣教師と共に約7,000冊に上る書籍を携えて1618年に再びヨーロッパを離れたが、旅行中に疫病が発生し、トリゴーのふたりの兄弟を含む多くの死者を出した。翌年マカオに到着した。
1621年、トリゴーは南昌、建昌、韶州を視察し、1623年、開封に行き布教活動をした後、1624年、山西省絳州で教会を開いた。そこからさらに陝西省西安へ行き、セメドとともに大秦景教流行中国碑を見た最初のヨーロッパ人になった。1627年、杭州へ帰還した。
1628年11月14日、杭州で死亡し、杭州城外のイエズス会墓地に埋葬された。

## 著書

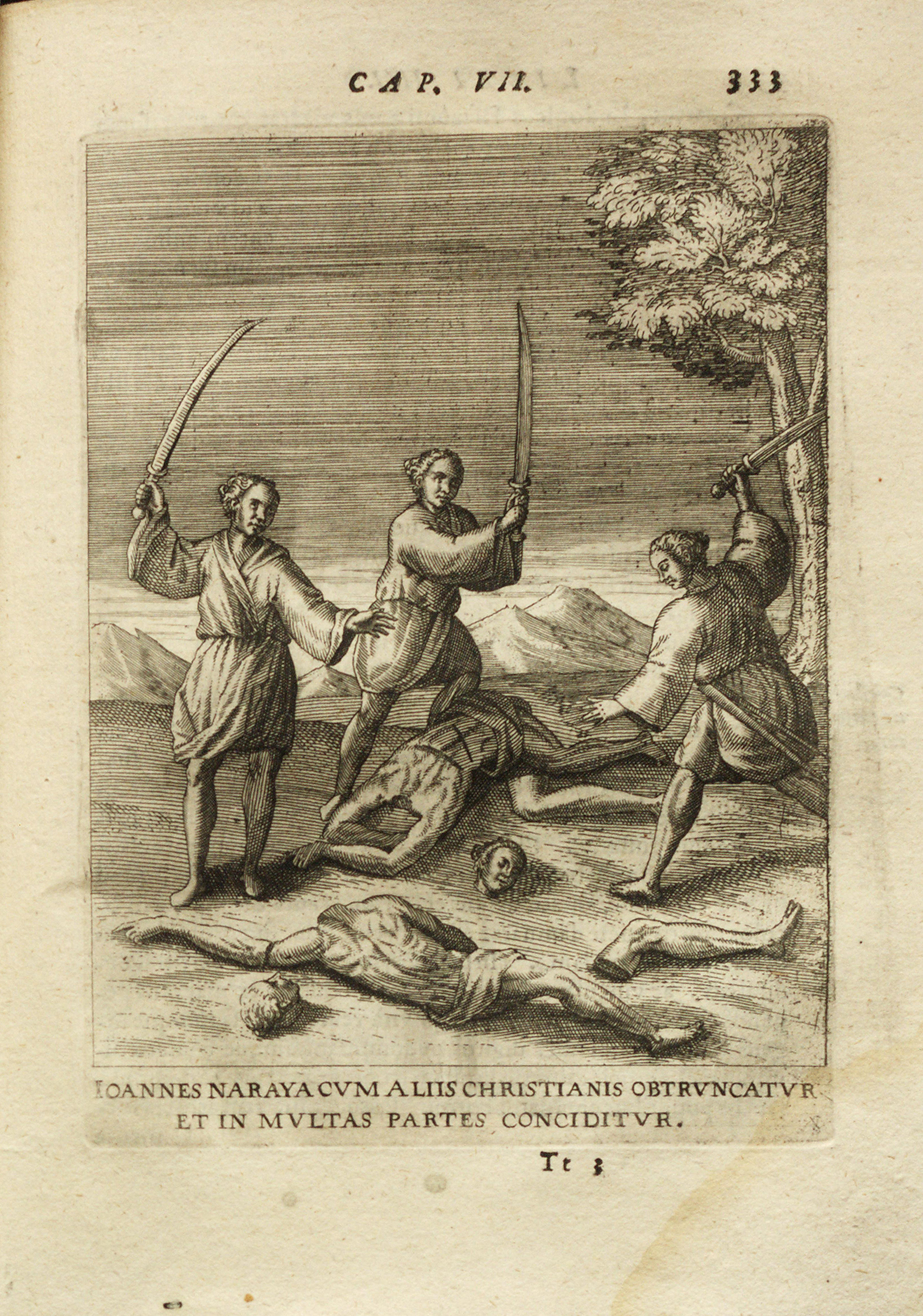
『日本におけるキリスト教の勝利』さし絵

『西儒耳目資』（1626年、3巻）は初めてラテン文字で音声を付記した中国語の漢字字典である。第1巻は音韻体系について、第2巻は発音ごとにその音の漢字の一覧を記し、第3巻は部首画数索引になっている。明代官話の音韻体系を知るための重要な資料である。
- 『西儒耳目資』 巻1。（巻2 巻3）

『況義』（1625年）はイソップ寓話の中国語訳。
『中国基督教布教記録』（1615年）は、リッチによる記録を元にしているが、実際にはトリゴーや他のイエズス会士の手がはいっている。
- De Christiana expeditione apud Sinas suscepta ab Societate Iesu. Augusta Vindelicorum. (1615)

『日本布教史』 - 1615年
- Rei Christianae apud Japonios Commentarius. Augusta Vindelicorum. (1615)

『日本におけるキリスト教の勝利』（1623年、ラテン語）は、1612年から1620年までの日本のキリスト教殉教者について述べた書物で、翌年『日本殉教史』の題でフランス語訳が出版された。
- De Christianis apud Japonios Triumphis, sive de gravissima ibidem contra Christi fidem persectione exorta anno 1612 usque ad annum 1620. Monacum. (1623)

『Pentabiblion Sinense』（1626年）は五経のラテン語訳というが、現存しない。